# 奧羅拉大學
奧羅拉大學（Aurora University）是位於美國伊利諾伊州奧羅拉的一所私立文理學院，成立於1893年。該大學在奧羅拉的校區列在美國國家史蹟名錄中，此外在伍德斯托克和威廉姆斯灣還有兩個分校區。2015年《美國新聞與世界報道》未將其列入排名。

## 外部連結
- Official website （页面存档备份，存于）
- Aurora University Online （页面存档备份，存于）
- Official athletics website （页面存档备份，存于）
- Aurora campus map （页面存档备份，存于）
- George Williams College campus map